# Лоде Ваутерс
Лоде Ваутерс (27 травня 1929 — 25 березня 2014) — бельгійський велогонщик.
Олімпійський чемпіон 1948 року в командній шосейній гонці, бронзовий призер 1948 року в груповій шосейній гонці.